# Luigi Rivolta
Luigi Rivolta (Cinisello Balsamo, 13 aprile 1900 – ...) è stato un calciatore italiano, di ruolo difensore.

## Carriera
Gioca nella Seconda Divisione 1923-1924 con la Libertas Firenze e l'anno successivo sempre in Seconda Divisione con il Fanfulla.
Dopo una militanza di due anni nella Trevigliese, passa alla Gallaratese nella Seconda Divisione 1927-1928; l'anno successivo si trasferisce al Bari, disputando 29 partite nel campionato di Divisione Nazionale 1928-1929 ed altre 30 nel successivo campionato di Serie B.
Negli anni seguenti gioca in Prima Divisione, diventata nel frattempo il terzo livello del campionato italiano, con l'Isotta Fraschini di Milano, il Saronno e, dalla stagione 1933-1934, con la Pro Lissone.